# Spermacoce hepperiana
Spermacoce hepperiana är en måreväxtart som beskrevs av Bernard Verdcourt. Spermacoce hepperiana ingår i släktet Spermacoce och familjen måreväxter. Inga underarter finns listade i Catalogue of Life.